# Leioproctus joergenseni
Leioproctus joergenseni är en biart som först beskrevs av Heinrich Friese 1908.  Leioproctus joergenseni ingår i släktet Leioproctus och familjen korttungebin. Inga underarter finns listade i Catalogue of Life.